# 安藤季長
安藤 季長（あんどう すえなが）は、鎌倉時代末期の武将。御内人。別名を宗季とする説があるが、多数説は宗季を後述の安藤季久の別名とする。父は安藤堯秀（季盛・貞季）や安東季俊とする系図があるが信憑性に乏しく詳細は不明。本姓は安倍。
蝦夷代官職として津軽地方を中心として宇曾利郷などの地頭代職として得宗領の管理等を行ったが、蝦夷の反乱を抑えきれず、従兄弟とも父の従兄弟とも伝わる安藤季久と蝦夷代官職などを争い、安藤氏の乱を引き起こした。
季久との争いは、文保2年（1318年）以前から続いていたと見られているが、元亨2年（1322年）に得宗家公文所の裁定にかけられた。『保暦間記』等によれば、内管領の長崎高資が双方から賄賂を受け双方に下知したため紛糾し、更に得宗家が蝦夷代官職を正中2年6月6日（1325年7月16日）に季長から季久に替えたこともあり、内紛が反乱に繋がったと見られている。なお、『諏訪大明神絵詞』には両者の根拠地が明確に書かれていないが、同時代文書によれば季長は西浜折曾関（現青森県深浦町関）、季久は外浜内末部（現青森市内真部）に城を構えて争ったと見られている。
その後も季長は得宗家の裁定に服さず戦乱は収まらなかったため、嘉暦元年（1326年）に御内侍所工藤貞祐が追討に派遣された。貞祐は季久と協力して7月に季長を捕縛し鎌倉へ帰還したが、季長の郎党季兼や悪党が引き続き蜂起し、同2年（1327年）には幕府軍として宇都宮高貞、小田高知、南部長継が派遣された。翌3年（1328年）に至り安藤氏の内紛については和議が成立した。
和議の内容に関しては、西浜折曾関（現深浦町）などを季長の一族に安堵したものと考えられている。安堵された一族について「安藤次郎太郎後家・賢戒」とする説がある。季長のその後の消息は不明であるが、諸系図や伝承等から湊上国系安東氏との関係を指摘する見解がある一方で、季長ら津軽安東氏の領域は「下国家」、宗季ら秋田安東氏の領域は「上国家」と呼ばれていたとする見解もある。
季長と季久の内紛と、それが泥沼化したことは、鎌倉幕府に騒乱を平定する力がないことを内外に示し、その威信を低下させることに繋がった。安藤氏の内紛は御内人の内紛であり、これを幕府の力だけでは処理しきれず、御家人の助力を得なければならなかったことは、得宗専制の崩壊を象徴するものであったと指摘される。